# Johanna van Luxemburg-Saint-Pol
Johanna van Luxemburg-Saint-Pol, ook bekend als Demoiselle van Luxemburg, (onbekend — Avignon, 18 september 1430) was van augustus 1430 tot aan haar dood gravin van Saint-Pol en Ligny. Ze behoorde tot het Huis Luxemburg.

## Levensloop
Johanna was een dochter van Gwijde van Luxemburg-Ligny en Mathilde van Saint-Pol, dochter van graaf Jan van Saint-Pol. Ze bleef ongehuwd en kinderloos.
Na de dood van Filips van Saint-Pol in augustus 1430 was Johanna als nauwste familielid diens erfgenaam en erfde ze de graafschappen Saint-Pol en Ligny. Op dat moment woonde ze op het kasteel van Beaurevoir, dat behoorde tot haar neef Jan II van Luxemburg-Ligny. Jan II hield in die periode Jeanne d'Arc gevangen. Johanna had sympathie voor haar en probeerde haar neef tevergeefs te overtuigen om haar niet aan de Engelsen te verkopen.
Johanna overleed in september 1430. Haar erfenis werd verdeeld tussen Jan II van Luxemburg-Ligny en diens broer Peter I: Jan II kreeg het graafschap Ligny, Peter het graafschap Saint-Pol. 

Johanna werd bijgezet in de Koninklijke Abdij van Moncel in Pontpoint.

## Voorouders
| Overgrootouders | Walram II van Ligny (1275-1354) ∞ Guyotte (-1338)                           | Walram II van Ligny (1275-1354) ∞ Guyotte (-1338)                           | Gwijde van Richebourg (1300-1345) ∞ Beatrix van Putten (-)                  | Gwijde van Richebourg (1300-1345) ∞ Beatrix van Putten (-)                  | Gwijde IV van Saint-Pol (-1317) ∞ 1223 Maria van Bretagne (1268-1339)       | Gwijde IV van Saint-Pol (-1317) ∞ 1223 Maria van Bretagne (1268-1339)       | Jan I van Fiennes (1270-1233) ∞ 1240 Isabella van Dampierre (1275-1333))    | Jan I van Fiennes (1270-1233) ∞ 1240 Isabella van Dampierre (1275-1333))    | Jan I van Fiennes (1270-1233) ∞ 1240 Isabella van Dampierre (1275-1333)) | Jan I van Fiennes (1270-1233) ∞ 1240 Isabella van Dampierre (1275-1333)) |
| Grootouders     | Jan I van Luxemburg-Ligny (1300-1364) ∞ Alix van Dampierre (1322-1346)      | Jan I van Luxemburg-Ligny (1300-1364) ∞ Alix van Dampierre (1322-1346)      | Jan I van Luxemburg-Ligny (1300-1364) ∞ Alix van Dampierre (1322-1346)      | Jan I van Luxemburg-Ligny (1300-1364) ∞ Alix van Dampierre (1322-1346)      | Jan van Saint-Pol (-1344) ∞ 1265 Johanna de Fiennes (1307-1353)             | Jan van Saint-Pol (-1344) ∞ 1265 Johanna de Fiennes (1307-1353)             | Jan van Saint-Pol (-1344) ∞ 1265 Johanna de Fiennes (1307-1353)             | Jan van Saint-Pol (-1344) ∞ 1265 Johanna de Fiennes (1307-1353)             |                                                                          |                                                                          |
| Ouders          | Gwijde van Luxemburg-Ligny (1340-1371) ∞ Mathilde van Saint-Pol (1335-1378) | Gwijde van Luxemburg-Ligny (1340-1371) ∞ Mathilde van Saint-Pol (1335-1378) | Gwijde van Luxemburg-Ligny (1340-1371) ∞ Mathilde van Saint-Pol (1335-1378) | Gwijde van Luxemburg-Ligny (1340-1371) ∞ Mathilde van Saint-Pol (1335-1378) | Gwijde van Luxemburg-Ligny (1340-1371) ∞ Mathilde van Saint-Pol (1335-1378) | Gwijde van Luxemburg-Ligny (1340-1371) ∞ Mathilde van Saint-Pol (1335-1378) | Gwijde van Luxemburg-Ligny (1340-1371) ∞ Mathilde van Saint-Pol (1335-1378) | Gwijde van Luxemburg-Ligny (1340-1371) ∞ Mathilde van Saint-Pol (1335-1378) |                                                                          |                                                                          |